# Igort
Igort, de son vrai nom Igor Tuveri, né à Cagliari le 26 septembre 1958, est un auteur de bande dessinée italien.

## Biographie
En 2000, Igort participe à la création de Coconino Press, dont il reste directeur éditorial jusqu'en février 2017.

## Œuvre

### Bande dessinée
- La Léthargie des sentiments :

1. La Léthargie des sentiments, Albin Michel, 1988  (ISBN 2-226-03411-0).
2. L'Enfer des désirs, Les Humanoïdes Associés, 1991  (ISBN 2-7316-0935-4).

- City lights, Coconino Press, 2001.
- Sinatra, Amok, coll. « Soprano », 2001  (ISBN 2-911842-65-0)[2].
- 5 est le numéro parfait, Casterman, coll. « Romans », 2002  (ISBN 2-203-33493-2).
- Fats Waller, scénario de Carlos Sampayo, dessins d'Igort, Casterman, coll. « Un Monde » :

1. La Voix de son maître, 2004  (ISBN 2-203-39106-5).
2. Chocolat amer, 2005  (ISBN 2-203-39121-9).

- Baobab, Vertige Graphic, coll. « Ignatz » :

1. Chapitre 1 : Hiroshi, 2005  (ISBN 2-84999-002-7).
2. Chapitre 2 : Celestino, 2006  (ISBN 2-84999-025-6).

- Chet Baker, Éditions Nocturne, coll. « BD jazz », 2006  (ISBN 978-2-84907-025-3).
- L'Alligator : Dis-moi que tu ne veux pas mourir, scénario de Massimo Carlotto, dessins d'Igort, Casterman, coll. « Écritures », 2007  (ISBN 978-2-203-00226-5).
- La Ballade de Hambone, scénario d'Igort, dessins de Leila Marzocchi, Futuropolis :

1. La Ballade de Hambone, 2009  (ISBN 978-2-7548-0216-1).
2. Second livre, 2010  (ISBN 978-2-7548-0385-4).

- Les Cahiers ukrainiens : Mémoires du temps de l'URSS, Futuropolis, 2010  (ISBN 978-2-7548-0266-6).
- Les Cahiers russes : La Guerre oubliée du Caucase, Futuropolis, 2012  (ISBN 978-2-7548-0757-9).
- Les Cahiers japonais : Un voyage dans l'empire des signes, Futuropolis, 2015  (ISBN 978-2-7548-1199-6).
- Journal d'une invasion[3], Futuropolis, 2023

### Cinéma
- 2014 : Scénario de Last Summer (it) de Leonardo Guerra Seràgnoli (it)
- 2015 : Scénario de L'accabadora d'Enrico Pau (it)
- 2019 : Scénario et réalisation de 5 est le numéro parfait (5 è il numero perfetto)

## Prix et récompenses
- 2006 : Prix Micheluzzi du meilleur livre de bande dessinée pour Fats Waller (avec Carlos Sampayo)
- 2011 : Mention spéciale au prix Micheluzzi de la meilleure bande dessinée pour Les Cahiers russes t. 1 : Mémoires du temps de l'URSS
- 2012 : Prix Micheluzzi de la meilleure bande dessinée pour Les Cahiers russes t. 2 : La Guerre oubliée du Caucase
  -  prix région Centre-Val-de-Loire pour Les cahiers russes
- 2016 : Prix Micheluzzi du meilleur dessinateur pour Les Cahiers japonais